# Dendrodoris sadoensis
Dendrodoris sadoensis is een slakkensoort uit de familie van de Dendrodorididae. De wetenschappelijke naam van de soort is voor het eerst geldig gepubliceerd in 1993 door Baba.